# Bromley Green
Bromley Green är en ort i grevskapet Kent i sydöstra England. Orten ligger i distriktet Ashford och civil parishen Ruckinge, cirka 6 kilometer söder om Ashford. Tätorten (built-up area) hade 313 invånare vid folkräkningen år 2021.